# Brown Bay
Die Brown Bay ist eine Bucht an der Budd-Küste des ostantarktischen Wilkeslands. Sie liegt nordöstlich der auf der Bailey-Halbinsel errichteten Casey-Station.
Luftaufnahmen der Bucht entstanden bei der US-amerikanischen Operation Highjump (1946–1947), bei einer sowjetischen Antarktisexpedition im Jahr 1956 und zeitgleich im Rahmen der Australian National Antarctic Research Expeditions. Das Antarctic Names Committee of Australia (ANCA) benannte sie nach Alan M. Brown, leitender Ingenieur der in Melbourne ansässigen Antarctic Division und maßgeblich an Planung und Bau der Casey-Station beteiligt.